# 안드로이드 1.0
안드로이드 1.0(Android 1.0) 또는 안드로이드 애플파이(Android Apple Pie)는 1번째 주요 릴리스이며 안드로이드 모바일 운영 체제의 1번째 버전이다. 2008년 9월 23일 공개되었다. 안드로이드의  첫 번째 정식 버전 운영 체제이다.API 레벨 1이고, 커널 버전은 2.6.25이다.

## 상세
원래 블랙베리와 비슷한 쿼티폰에 최적화된 UI로 개발되다가 iOS를 보고 현재와 같은 풀터치형 폰에 최적화된 UI가 되었다는 설이 있다. 최초의 안드로이드 폰이었던 HTC G1도 쿼티폰이었음을 감안하면 상당히 신빙성있는 설.
최초로 정식 출시된 버전의 안드로이드. SDK가 함께 배포되었다. 단말기는 동년 10월 22일에 출시한 T-Mobile HTC G1 단 한 기종. 2008년 12월에 이 G1을 베이스로 첫 안드로이드 개발용 폰을 판매하였다. 안드로이드 마켓 (현재 구글 플레이 스토어)가 이 버전부터 지원하기 시작했다.